# 戸田 (古代)
戸田（こでん）は、律令制において個々の郷戸によって耕作された田地のこと。

## 概要
班田制は個人単位で口分田が与えられることが原則とされていたが、それを突き詰めると家族がバラバラな田地を耕すようになる事態も考えられた。こうした事態を回避するため、実務では戸別で班田の支給・没収が行われた。こうした田地を戸田と称した。
平安時代（9世紀）になると、正税が人別から戸別に賦課されるようになり、戸田の内容に応じて租税の徴収が行われた。